# بادخورک‌های پردراز
بادخورک‌های پَردراز (نام علمی: Chaetura) نام یک سرده از خانواده بادخورک است.